# روب غيلبرت
روب غيلبرت (بالإنجليزية: Rob Gilbert)‏ هو رسام كارتون ورسام رسوم متحركة أمريكي، ولد في 1966.